# Una, Indien
Una är en stad i den indiska delstaten Himachal Pradesh, och är huvudort för ett distrikt med samma namn. Folkmängden uppgick till 18 722 invånare vid folkräkningen 2011.